# Зорина, Зоя Георгиевна
Зоя Гео́ргиевна Зо́рина (1 ноября 1946, д. Пернянгаши, Горномарийский район, Марийской АССР — 30 октября 2020, там же) — советский и российский деятель науки, учёный-финноугровед, лингвист, специалист в области фонетики, доктор филологических наук (1997), профессор (1998), преподаватель высшей школы. Почётный работник высшего профессионального образования Российской Федерации (1997). Заслуженный деятель науки Республики Марий Эл (1998).

## Биография
Родилась 1 ноября 1946 года в деревне Пернянгаши Горномарийского района Марийской АССР. После окончания школы-интерната № 1 Козьмодемьянска одно время работала старшей пионервожатой Козьмодемьянской средней школы № 1 Марийской АССР. В 1966 году поступила в Марийский государственный педагогический институт имени Н. К. Крупской на факультет иностранных языков. В 1971 году окончила этот институт по специальности «Учитель французского и немецкого языков средней школы». Свою педагогическую карьеру начала в сельской школе: в течение года работала учителем немецкого языка Пайгусовской средней школы Горномарийского района МАССР. С 1972 года — в Марийском государственном университете, преподаватель кафедры иностранных языков. В 1979—1982 годах обучалась в аспирантуре Ленинградского университета им. А. А. Жданова под научным руководством доктора филологических наук, профессора Л. А. Вербицкой. В 1982 году там же защитила кандидатскую диссертацию на тему «Региональное варьирование и вариантность гласных (экспериментально-фонетическое исследование на материале горного варианта литературной нормы марийского языка)». После защиты диссертации возвращается в Марийский государственный университет, пройдя долгий путь от преподавателя до проректора по учебной работе.
В 1985—1986 годах проходила научную стажировку во Франции.
В 1997 году в Санкт-Петербургском университете защитила докторскую диссертацию «Особенности функционирования русского языка в условиях двуязычия».
Более 30 лет трудовой деятельности она посвятила научно-педагогической и воспитательной работе в Марийском государственном университете. За период работы в вузе она внесла большой вклад в науку в области теоретической, практической, прикладной лингвистики, этно-, социо-, психолингвистики, финно-угроведения, методики преподавания иностранных языков и менеджмента. По результатам научных исследований ею опубликовано свыше 80 научных трудов, среди которых фундаментальные работы «Фонетические особенности функционирование русского языка в условиях двуязычий (экспериментально-фонетическое исследование русской речи горных, луговых мари и русскоязычного населения Республики Марий Эл)» (1996), «Учебно-методические комплексы по английскому, немецкому, французскому языкам для учащихся-мари» (1997), «Частотный словарь горномарийского и луговомарийского языков» (2005), «Звуковой строй современного горномарийского языка» (2007), «Падежная система горномарийского языка» (2011) (в соавторстве с О. Викстрём) и другие, имеет патентованные открытия. Она является основателем Фонетического фонда финно-угорских языков России, основателем и научным руководителем Лаборатории прикладной и экспериментальной лингвистики факультета международных отношений МарГУ.
Обладая прекрасными организаторскими способностями, существенно повлияла на развитие факультета международных отношений МарГУ. При ней факультет стал одним из престижных структурных подразделений университета: открылись 6 новых специальностей, были организованы 4 кафедры и 2 научно-учебные лаборатории, 3 учебно-методических кабинета.
Большое внимание уделяла научно-исследовательской работе, проводимой профессорско-преподавательским составом и студентами факультета. Исследовательские группы, руководимые ею, выполняли научные задания по грантам (РГНФ) и госзаказам Министерства образования РФ; её ученики занимали призовые места на различных научных, региональных, всероссийских, международных конкурсах и олимпиадах.
Являясь с 1988 года членом Международного общества фонетических наук, членом специализированного диссертационного совета по присуждению учёной степени кандидата филологических наук Нижегородского лингвистического университета им. Н. А. Добролюбова и членом диссертационного совета по защите диссертаций на соискание учёной степени доктора филологических наук при МарГУ, выполняла большую общественную научную работу.
По её инициативе ежегодно проводились региональные конференции «Современные коммуникационные процессы», «Современные технологии обучения иностранным языкам», ставшие центром обмена передовым опытом преподавания иностранных языков и создания условий для межкультурных коммуникаций. По материалам конференций выпускались ежегодные сборники научных трудов.

## Звания и награды
- Почётный работник высшего профессионального образования Российской Федерации (1997)[1][4]
- Заслуженный деятель науки Республики Марий Эл (1998)[1][4]
- Медаль «Ветеран труда»[4]

## Научные работы
Список научных работ З. Г. Зориной:
- Длительность гласных горного диалекта марийского языка // Вопросы марийской диалектологии. — Йошкар-Ола, 1981. — С. 71—100.
- Ещё раз об интенсивности гласных // Вопросы марийского языка. — Йошкар-Ола, 1982. — С. 136—140.
- Спектральные характеристики гласных горного диалекта марийского языка. — Рукопись депонирована в ИНИОН. — 1983. — 10 с.
- К вопросу о постановке произношения французских гласных учащимися-мари. — Рукопись депонирована в ОДНИ «Школа и педагогика». — 1984. — 17 с.
- О фонологическом статусе фонемы в современном марийском языке // СФУ. — 1985. — № 4. — С. 258—262.
- Французский язык: правила чтения: методические указания для начинающих. — Йошкар-Ола, 1986. — 18 с. (Соавт. Рубцова З. Т.).
- К вопросу о профессиональных качествах личности преподавателя иностранного языка. Тезисы докладов на научной конференции общества психологов СССР. — Горький, 1986. — С. 94—95. (Соавт. Смирнов А. Г., Колейс О. А. и др.).
- Материалы по грамматике к графическим занятиям по французскому языку. — Йошкар-Ола, 1987. — 96 с. (Соавт. Баева Л. И., Рубцова З. Т.).
- Phonetic and Phonemic Analysis of Glottal Stop in the Cheremis Language // Summaria Dissertationum: Linguistica. Congeressus Septimus inter- nationalis Fenno-Ugristarum. — Debrecen, 1990. — Р. 28.
- Does the Lowland Mari Language Contain Any Labial Vowel Harmony? // Summaria acroasium in sectionibus et symposies factarum. Pars II. — Juväskylä, 1996. — Р. 131.
- Фонетические особенности функционирования русского языка в условиях двуязычий (экспериментально-фонетическое исследование русской речи горных, луговых мари и русскоязычного населения Республики Марий Эл). — Йошкар-Ола, 1996. — 475 с.
- Билингвизм и явления субстрата П Народы Содружества независимых государств накануне третьего тысячелетия: реалии и перспективы: материалы Международного научного конгресса. — СПб., 1996.
- Методология лингвистического исследования и фонетический фонд финно-угорских языков // Структура и развитие волжско-финских языков: материалы Международной конф. — Йошкар-Ола, 1996. — С. 32—34.
- Le russe des Mariis Н XVI International Congress of Linguists. Paris: CJL16, CNRS LLACAN, 1997. — Р. 334.
- Учебно-методические комплексы по английскому, немецкому, французскому языкам для учащихся-мари // Современные технологии обучения иностранным языкам. — Йошкар-Ола, 1997. — С. 19—27.
- Интонация в горномарийском и луговомарийском языках // Тезисы секционных докладов Х Международного конгресса финно-угроведов: Лингвистика / Мар. гос. ун-т. — II часть. — Йошкар-Ола, 2005. — С. 61.
- Частотный словарь горномарийского и луговомарийского языков / Мар. гос. ун-т. — Ч. 1. — Йошкар-Ола, 2005. — 625 с.
- Образовательные программы в формате Болонского соглашения // Современные технологии обучения иностранным языкам / Мар. гос. ун-т. — Йошкар-Ола, 2006. — Вып. 6. — С. 7—13.
- Европейская система оценки знаний: за или против // Болонский процесс: европейский и российский опыт управления университетами: материалы Второй международной науч.-практ. конф. — Ярославль: МУБиНТ, 2006. — С. 5—7.
- Лингвистические беседы с профессором Л. И. Грузовым // Грузовские чтения. — Йошкар-Ола, 2006. — С. 5.
- О результатах внедрения на факультете международных отношений европейской системы оценки знаний студентов // Модернизация системы образования в области международных отношений, связей с общественностью, иностранных языков и менеджмента: материалы региональной науч.-практ. конф. по итогам научно-исследовательской работы за 2006 год / Мар. гос. ун-т. — Йошкар-Ола, 2007. — С. 6—8.
- Звуковой строй современного горномарийского языка / Мар. гос. ун-т. — Йошкар-Ола, 2007. — 192 с.
- Способ кассетной технологии выращивания капусты. Патент на изобретение № 2330401. — Зарегистрировано в Государственном реестре изобретений Российской Федерации, 8 августа 2008 г.
- Особенности интонации марийских языков // Модернизация системы образования в области международных отношений, иностранных языков, связей с общественностью, документоведения и менеджмента: сб. материалов XI науч.-практ. конф. с международным участием факультета международных отношений Марийского государственного университета по итогам научно-исследовательской работы за 2008 год. — Йошкар-Ола, 2008. — С. 11—19.
- Интонационные особенности немецкой речи русскоязычных студентов неязыковых специальностей вузов // Модернизация системы образования в области международных отношений, иностранных языков, связей с общественностью, документоведения и менеджмента: сб. материалов XI науч.-практ. конф. с международным участием факультета международных отношений по итогам научно-исследовательской работы за 2008 г. — Йошкар-Ола, 2009. — С. 76—83.
- Введение в языкознание. Тестовые задания для студентов факультета международных отношений / Мар. гос. ун-т. — Йошкар-Ола, 2010. — 28 с. (Соавт.: Краснова Н. М., Сидорова Т. В., Утятин А. А.).
- Современное языкознание: методические указания для студентов 1 курса факультета международных отношений, обучающихся по специальности «Перевод и переводоведение», направлению «Лингвистика» / Мар. гос. ун-т. — Йошкар-Ола, 2010. — 28 с. (Соавт.: Сидорова Т. В., Утятин А. А.).
- Инструментальные методы диагностики и коррекции речевых нарушений // Перспективные направления н новые технологии в здравоохранении: материалы конференции. — Йошкар-Ола, 2010. — С. 69. (Соавт. Севастьянов В. В.).
- Коммуникативное сознание и национальная ментальность // Модернизация системы образования в области международных отношений, иностранных языков, связей с общественностью, документоведения и менеджмента: материалы науч.-практ. конф. с международным участием по итогам научно-исследовательской работы за 2009 г. — Йошкар- Ола, 2010. — С. 7—10.
- Особенности горномарийской интонации // Congressus XI Intemationalis Fenno-Ugristarum. Piliscsaba, 9—14. VIII. 2010. Pars II. Summaria acroasium in sectionibus. — Piliscsaba, 2010. — S. 126—127.
- Падежная система горномарийского языка / Мар. гос. ун-т. — Йошкар-Ола, 2011. — 127 с. (Соавт. Викстрём О.).
- Система дистанционного тестирования психоэмоционального перенапряжения персонала электроэнергетических компаний // Материалы шестого международного научного семинара «Фундаментальные исследования и инновации» и всероссийского молодёжного семинара «Наука и инновации — 2011». — Йошкар-Ола, 2011. — С. 233—236. (Соавт.: Гладышев А. М., Духан 3. Г.).
- Акустические характеристики супрасегментных звуковых средств // Материалы седьмой международной научной школы «Наука и инновации 2012» ISS «81—2012»: материалы II международного научного семинара "Фундаментальные исследования Всероссийского молодёжного научного семинара «Наука и инновации—2012». — Йошкар-Ола, 2012. — С. 244—251.
- Звуковые образы в языковой картине мира носителей французского, русского и марийских языков // Языки, культуры, этносы. Формирование языковой картины мира: филологический и методический аспекты: сб. науч. ст. по материалам IX Всероссийской конф. (с международным участием) по проблемам межкультурной коммуникации. — Йошкар-Ола, 2012. — С. 25—33 (Соавт. Сагдуллина Е. В.).
- Один или два языка в Республике Марий Эл? // Модернизация системы образования в области международных отношений, иностранных языков, связей с общественностью, документоведения и менеджмента: материалы региональных научно-практических конференций по итогам научно-исследовательской работы за 2011 год / Мар. гос. ун-т. — Йошкар-Ола, 2012. — С. 8—14.
- Выражение категории падежа в русском и финно-угорских языках // Научное обозрение. Гуманитарные науки. — 2012. — Серия 2. — С. 214—219.
- Региональный вариант реализации русских гласных // Гуманитарные, социально-экономические и общественные науки в России. — 2012. — № 4. — С. 291—295.
- Совершенствование навыков чтения: методические указания / Мар. гос. ун-т. — Йошкар-Ола, 2012. — 100 с.
- Сегментация речевых сигналов при определении психоэмоционального перенапряжения человека // Материалы седьмой международной научной школы «Наука и инновации 2012» ISS «SI-2012»: материалы VII международного научного семинара «Фундаментальные исследования и инновации» и Всероссийского молодёжного научного семинара «Наука и инновации—2012». — Йошкар-Ола, 2012. — С. 251—254. (Соавт.: Орлов А. И., Попов И. И., Козлов В. А.).
- Артикуляторные характеристики французских, русских и марийских негубных гласных переднего ряда // Сборник научных трудов SWorld. Материалы международной науч.-практ. конф. «Современные проблемы и пути их решения в науке, транспорте, производстве и образовании ‘2011». — Вып. 4. Т. 31. — Одесса: Черноморье, 2011. — ЦИТ: 411—0817. — С. 95—104. (Соавт. Сагдуллина Е. В.).
- Реализация консонантных сочетаний в русской речи горных и луговых мари // Сборник научных трудов $World. Материалы международной науч.-практ. конф. «Современные проблемы и пути их решения в науке, транспорте, производстве и образовании ‘2011». — Вып. 4. Т. 31. — Одесса: Черноморье, 2011. — ЦИТ: 411—0814. — С. 77—86.
- Особенности артикуляции нелабиализованных гласных переднего ряда немецкого, русского и марийских языков // Сб. научных трудов SWorld. Материалы международной науч.-практ. конф. «Современные направления теоретических и прикладных исследований ‘2013». — Вып. 1. Т. 24. — Одесса: КУПРИЕНКО, 2013. — С. 43—51. (Соавт. Салтуганова Д. А.).
- Спектральные характеристики ударных гласных горномарийского языка // European Social Science Journal, 2013. — M.: Международный исследовательский институт, 2013. — № 11. — Т. 2. — С. 237—242.
- Le systeme casuel du mari des collines // Les Маш, un peuple finno-ougrien de la Volga. — Paris: L’Harmattan / ADEFO 2013. — Р. 201—212. (Соавт. Wikström О.).
- La situation linguistique dans le Mari El // Etudes fmno-ougriennes. — № 45. — Paris, 2013. — Р. 67—84.
- Реализация французских негубных гласных переднего ряда луговыми мари // Модернизация системы образования в области международных отношений, иностранных языков, связей с общественностью. Документоведение и документационное обеспечение управления: материалы Всероссийской и IX региональной науч.-практ. конференций по итогам научно-исследовательской работы за 2012 год / Мар. гос. ун-т. — Йошкар-Ола, 2013. — С. 6—12. (Сагдуллина Е. В.).
- Практический курс второго иностранного языка. Практикум по культуре речевого общения: учебно-методическое пособие / Мар. гос. ун-т. — Йошкар-Ола, 2013. — 100 с. (Соавт. Казыро Г. Н.).
- Акустические характеристики ударных гласных переднего ряда во французской речи русских и мари // Вестник РУДН. — Серия Лингвистика. — 2014. — № 2. — С. 75—89. (Соавт. Сагдуллина Е. В.).
- Электронный учебно-методический комплекс «Теория языка». — Свидетельство о государственной регистрации программы для ЭВМ № 2014611431. Дата государственной регистрации в Реестре программ для ЭВМ 03 февраля 2014 г.
- Электронный учебно-методический комплекс «Современные методы исследования языка». — Свидетельство о государственной регистрации программы для ЭВМ № 2014611430. Дата государственной регистрации в Реестре программ для ЭВМ 03 февраля 2014 г.
- Влияние языка на народ и влияние народа на язык // XIV Игнатьевские чтения: материалы докладов и выступлений на Республиканской научной конференции, посвящённой Году культуры в России (Козьмодемьянск, 1 апреля 2014). — Йошкар-Ола, 2015. — С. 21—34.
- Заметки о губных согласных марийских языков // Актуальные проблемы науки на современном этапе развития: сб. ст. Международной науч.-практ. конф. (18 ноября 2015 г., г. Екатеринбург): в 2 ч. — Уфа: РИО МЦИИ ОМЕГАХАЙНС, 2015. — Ч. I — С. 167—171.